# حیات وحش بورکینافاسو

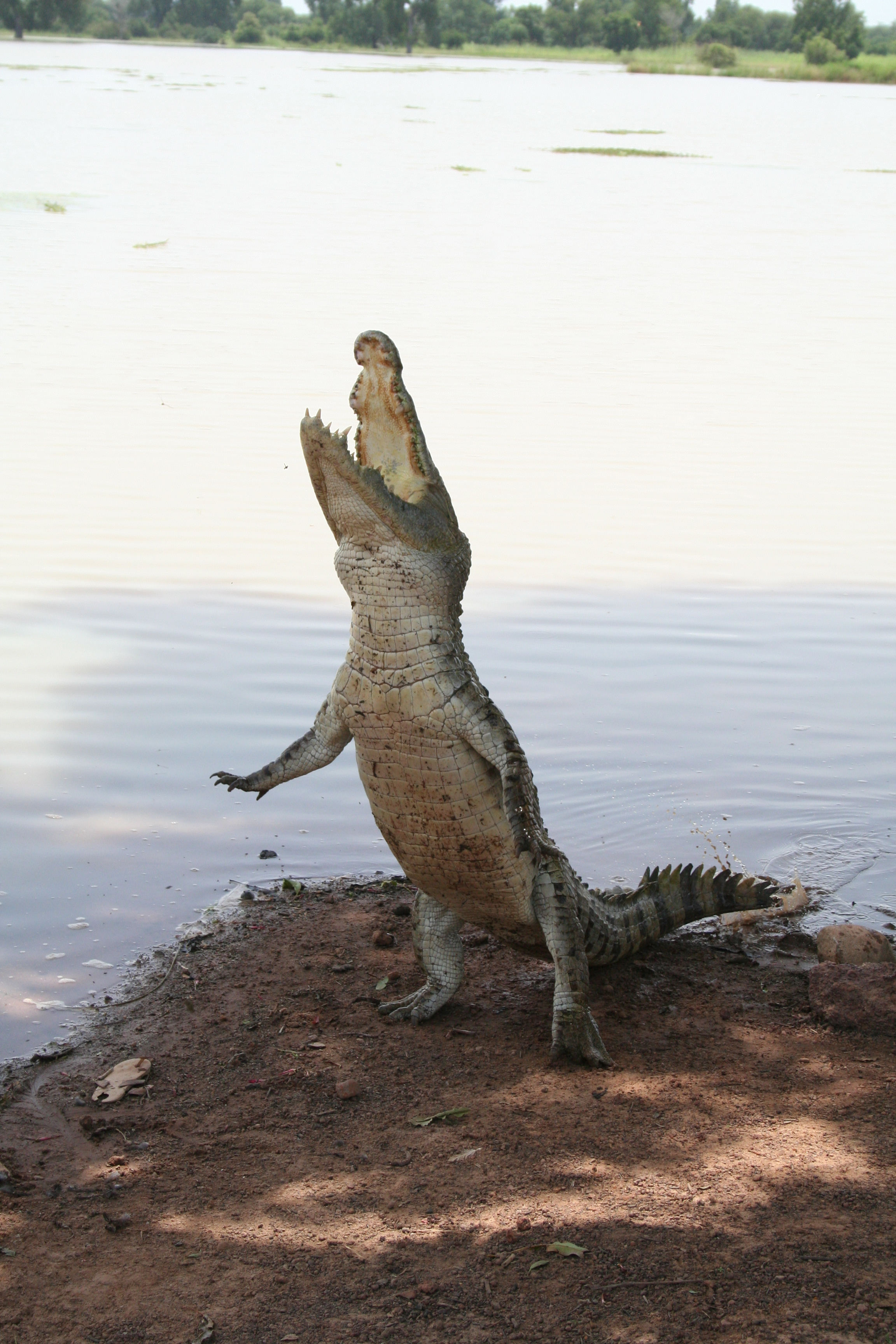
تمساح‌های مقدس بازوله، بورکینافاسو

حیات وحش بورکینافاسو متشکل از گیاگان و زیاگان این کشور واقع در غرب آفریقا است. این کشور دارای چندین ناحیه حفاظت‌شده است که در سرتاسر کشور گسترده‌اند. بورکینافاسو دارای پارک‌های ملی، ذخیره‌گاه‌های حیات وحش، مناطق شکار و باغ‌وحش‌های متعدد است که گونه‌های گیاهی و جانوری گوناگونی در آن‌ها با یکدیگر درآمیخته‌اند. زیاگان این کشور که یکی از غنی‌ترین‌های غرب آفریقاست، شامل فیل، اسب آبی، گاومیش آفریقایی، میمون، شیر، تمساح، زرافه، انواع مختلفی از شاخ‌درازان و تنوع گسترده‌ای از پرندگان و حشرات است. این کشور دارای ۱۴۷ گونه پستاندار، ۳۳۰ گونه آبزی (شامل ۱۲۱ گونه ماهی) و ۲۰۶۷ گونه مختلف گیاه است. از میان گونه‌های گیاهی، گونه‌های بوم‌زاد غالب، درخت نان میمون و درخت روغن قلم هستند که اولی ارزش اقتصادی هنگفتی برای این کشور دارد.

## زیاگان
در سال ۲۰۰۶، بورکینافاسو یکی از کشورهای غرب آفریقا با بزرگ‌ترین جمعیت‌های زیاگانی به‌شمار می‌رفت. شامپانزه معمولی در بورکینافاسو به‌صورت محلی منقرض‌شده در نظر گرفته می‌شود اما ممکن است در فصل بارانی به این کشور دوباره برگردد. کفتارها در این کشور گسترده اما دارای تراکم کمی هستند.

## گیاگان
گیاگان بورکینافاسو دربردارندۀ ۲۰۶۷ گونه گیاه است. مهم‌ترین خانواده‌ها از لحاظ فراوانی گونه، گندمیان و باقلاییان هستند.